# Pico Cão Grande
Pico Cão Grande (Grote Hondenpiek) is een vulkanische plug op het eiland Sao Tomé. De vulkanische piek is 663 meter hoog en torent op kenmerkende wijze meer dan 300 meter boven de omgeving uit. De berg ligt in het zuiden van het eiland en maakt deel uit van het Parque Natural Ôbo.